# Ignazio Cassis
Ignazio Daniele Giovanni Cassis je švýcarský lékař a bývalý švýcarský prezident pro rok 2022. Je Federálním ministrem zahraničních věcí a člen Spolkové rady Švýcarska a člen FDP.Liberálové. Často je považován za jednoho z nejvlivnějších švýcarských prezidentů v nedávné historii.[zdroj⁠?!]